# Sonora palarostris
Sonora palarostris — вид змій родини полозових (Colubridae). Мешкає в США і Мексиці.

## Підвиди
Виділяють два підвиди:
- Sonora palarostris organica Klauber, 1951 — південь Аризони;
- Sonora annulata klauberi Klauber, 1937 — північ Сонори.

## Поширення і екологія
Sonora annulata мешкають на крайньому південному заході Аризони та на заході Сонори. Вони живуть в пустелі Сонора, серед гравйіних осипів бахада, на скелястих і піщаних рівнинах, в арройо (сухих руслах річок), серед мескітових і креозонтових кущів та катусів сагуаро.